# کلیسای هوهانس مقدس (چاهوک)
کلیسای هوهانس مقدس (چاهوک) (ارمنی: Սուրբ Հովհաննես եկեղեցի (Ճահուկ)؛ ) یک کلیسا متعلق به کلیسای حواری ارمنی واقع در شهر چاهوک، جمهوری خودمختار نخجوان جمهوری آذربایجان می‌باشد. ساخت و ساز این ساختمان در سده‌های ۱۳-۱۲ام میلادی؛ به پایان رسید. این بنا به سبک معماری ارمنی طراحی شده است.